# Lista över Rysslands regeringar
Rysslands regering eller officiellt Ryska federationens regering (ryska: Прaвитeльcтвo Российской Федерации) är Rysslands regering och är landets tredje mäktigaste politiker, efter presidenten och premiärministern.
Nuvarande regering är regeringen Misjustin.

## Regeringar sedan 1992
| Nr | Namn                       | Porträtt | Tillträdde        | Avgick                     | Politiskt parti                | Premiärminister     |
| 1  | Regeringen Tjernomyrdin I  |          | 14 december 1992  | 9 augusti 1996             | Kommunistiska partiet          | Viktor Tjernomyrdin |
| 2  | Regeringen Tjernomyrdin II |          | 10 augusti 1996   | 23 mars 1998               | Vårt hem                       | Viktor Tjernomyrdin |
| 3  | Regeringen Kirijenko       |          | 24 mars 1998      | 23 augusti 1998            | Obundna, Vårt hem, Enhet       | Sergej Kirijenko    |
| 4  | Regeringen Primakov        |          | 11 september 1998 | 12 maj 1999                | Obundna, Kommunistiska partiet | Jevgenij Primakov   |
| 5  | Regeringen Stepasjin       |          | 19 maj 1999       | 1 augusti 1999             | Obundna, Enhet                 | Sergej Stepasjin    |
| 6  | Regeringen Putin I         |          | 9 augusti 1999    | 7 maj 2000                 | Obundna, Enhet                 | Vladimir Putin      |
| 7  | Regeringen Kasianov        |          | 17 maj 2000       | 24 februari 2004           | Obundna, Enhet                 | Michail Kasianov    |
| 8  | Regeringen Fradkov I       |          | 5 mars 2004       | 20 maj 2004                | Obundna, Enhet                 | Michail Fradkov     |
| 9  | Regeringen Fradkov II      |          | 20 maj 2004       | 14 september 2007          | Obundna, Enhet                 | Michail Fradkov     |
| 10 | Regeringen Zubkov          |          | 14 september 2007 | 7 maj 2008                 | Obundna, Enhet                 | Viktor Zubkov       |
| 11 | Regeringen Putin II        |          | 8 maj 2008        | 7 maj 2012                 | Enade Ryssland, Obundna        | Vladimir Putin      |
| 12 | Regeringen Medvedev        |          | 8 maj 2012        | 16 januari 2020            | Enade Ryssland, Obundna        | Dmitrij Medvedev    |
| 13 | Regeringen Misjustin       |          | 16 januari 2020   | Innehar fortfarande posten | Enade Ryssland, Obundna        | Michail Misjustin   |